# سباق طواف فرنسا 1957
سباق طواف فرنسا 1957 من سلسلة سباقات سباق طواف فرنسا. أقيم هذا السباق في تاريخ 27 يونيو - 20 يوليو 1957 على 22 مراحل. بعد مرور 135 ساعة و44 دقيقة و42 ثانية وبعد طي 4669 كم بمتوسط 34.25 كم في الساعة فاز بالميدالية الذهبية جاك أنكويتيل من فرنسا، فيما حصد مارسيل يانسن من بلجيكا الميدالية الفضية، وكانت الميدالية البرونزية من نصيب أدولف كريستيان من نمسا.

## الميداليات
| ذهب                 | فضة                   | برونز                                 |
| جاك أنكيتيل - فرنسا | مارسيل يانسن - بلجيكا | أدولف كريستيان - قالب:بيانات بلد نمسا |